# Credencial
Credencial, hiszpańskie słowo pochodzące z późnołacińskiego credentia (tłum. wiara zaufanie), możliwe polskie formy: credenciał, kredencjał. Jest to rodzaj dokumentu pielgrzyma dróg św. Jakuba pełniącego rolę legitymacji lub paszportu pielgrzymiego. Uprawnia on do skorzystania z albergue, na jego podstawie wydawana jest compostela oraz spełnia rolę dokumentu tożsamości. Wydawany jest przez parafie, Bractwa św. Jakuba, stowarzyszenia lub inne podmioty uprawnione do jego wydawania (sklepy, agencje turystyczne, miejskie informacje turystyczne, prywatne albergue itp.). Możliwe jest także, aby zwykły notes spełniał rolę kredencjału.

## Galeria

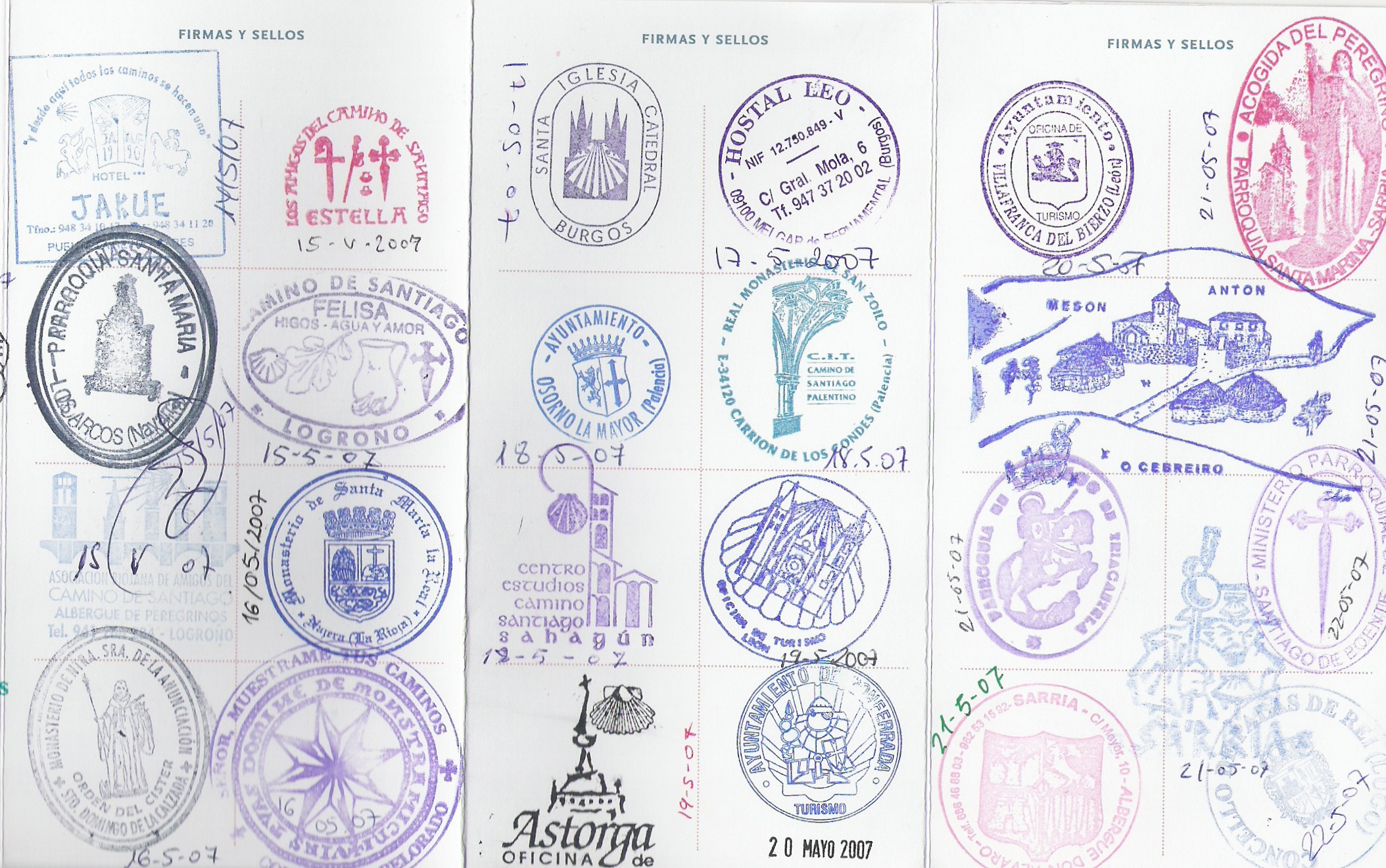
Kredencjał Camino Frances
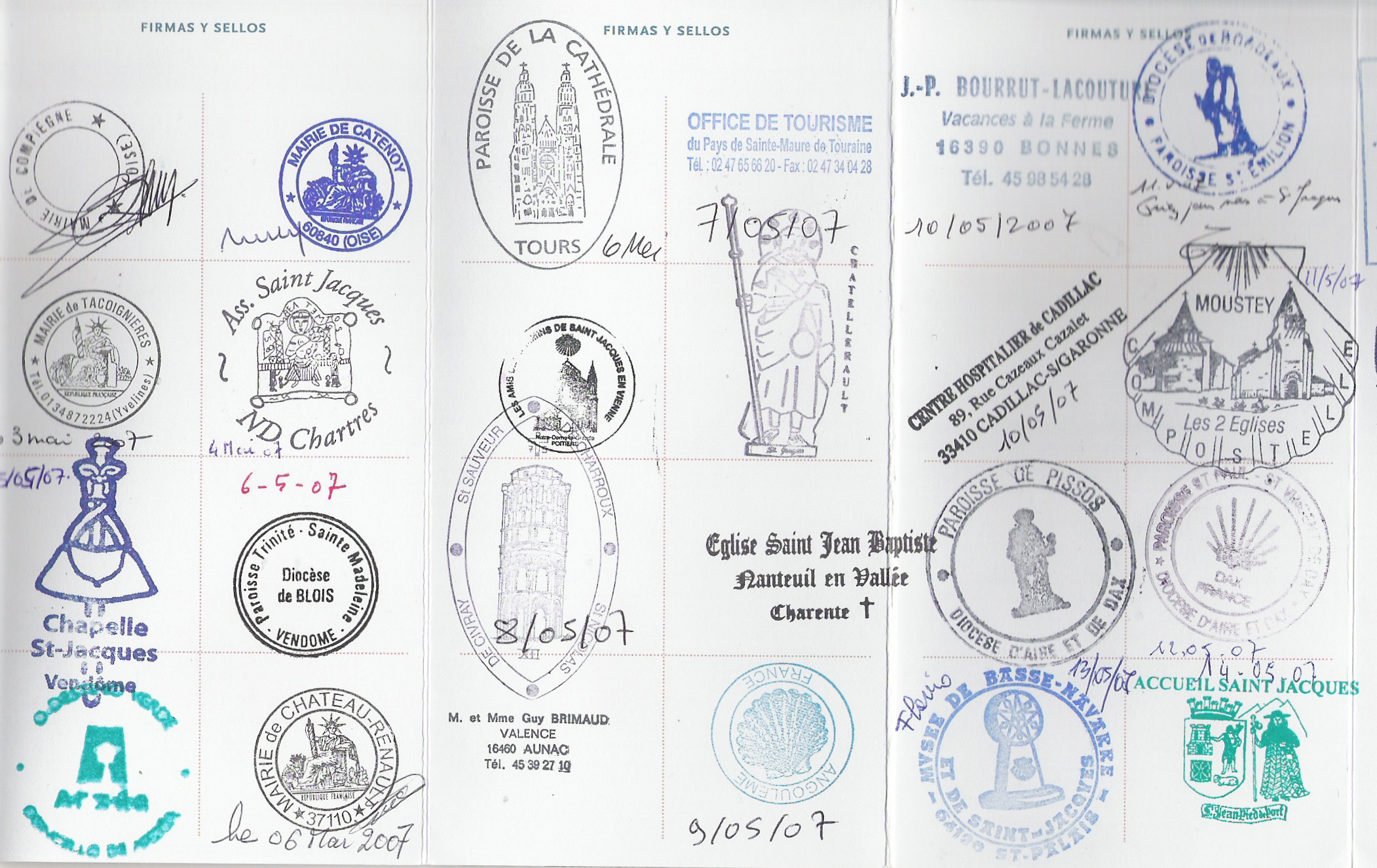
Kredencjał Via Turenensis
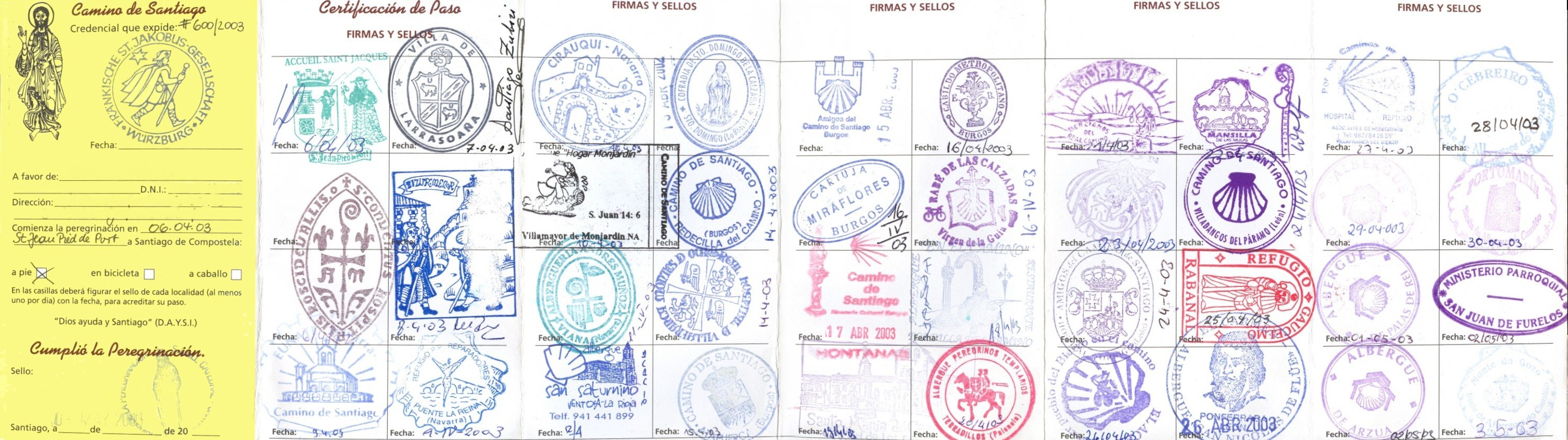
Kredencjał Camino Frances (widoczna pierwsza strona z miejscem na dane pielgrzyma)
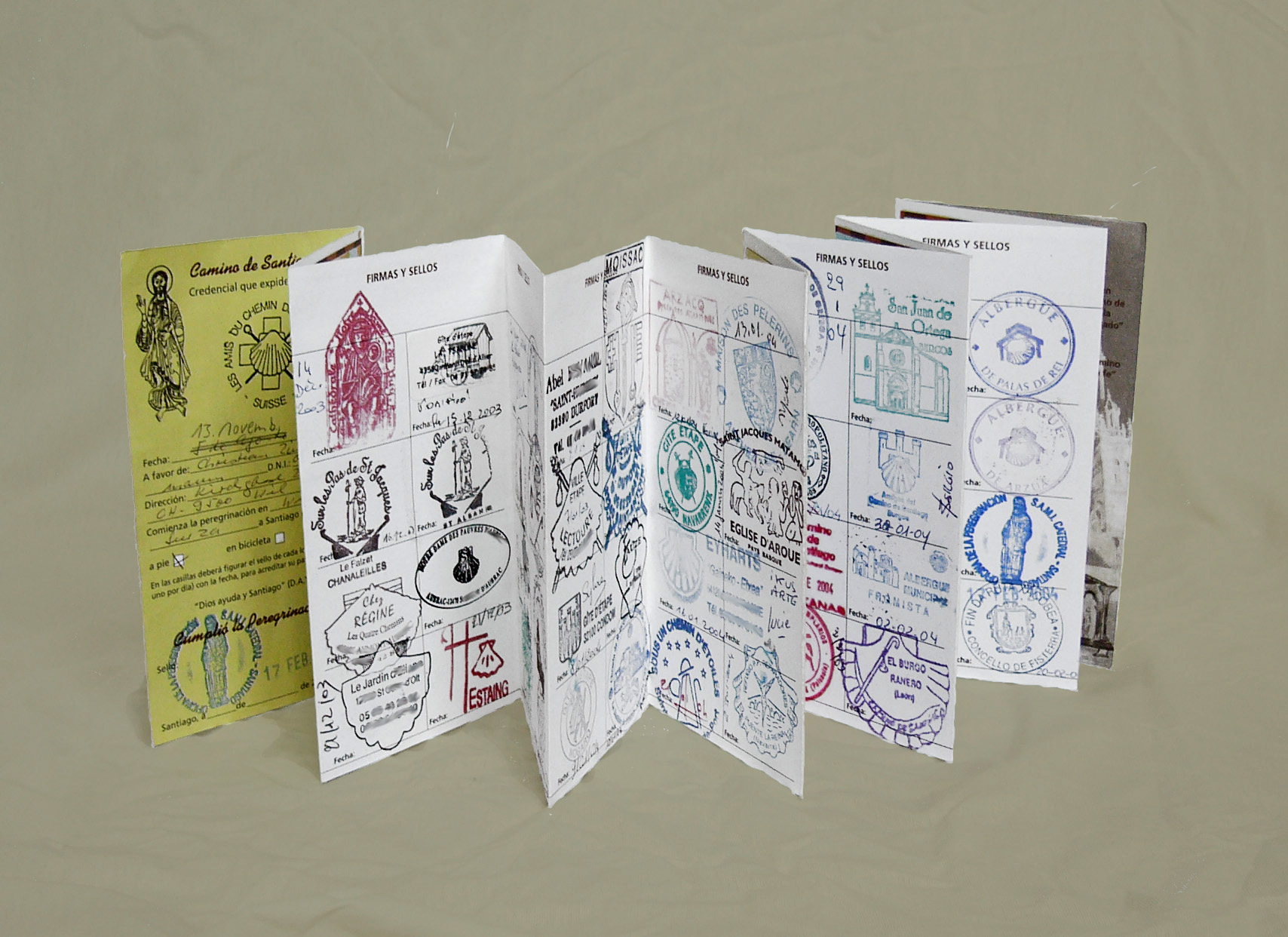
Kredencjał Camino Frances